# NGC 2877
NGC 2877 est une galaxie particulière située dans la constellation de l'Hydre. NGC 2877 a été découverte par l'astronome allemand Albert Marth en 1864.

## Caractéristiques
Sa vitesse par rapport au fond diffus cosmologique est de 7 624 ± 23 km/s, ce qui correspond à une distance de Hubble de 112,5 ± 7,9 Mpc (∼367 millions d'al).
Selon la base de données Simbad, NGC 2877 est une radiogalaxie.